# Arquidiócesis de Yuba
La arquidiócesis de Yuba (en latín: Archidioecesis Iubaensis y en inglés: Roman Catholic Archdiocese of Juba) es una circunscripción eclesiástica de la Iglesia católica en Sudán del Sur. Se trata de una arquidiócesis latina, sede metropolitana de la provincia eclesiástica de Yuba. Desde el 12 de diciembre de 2019 su arzobispo es el cardenal Stephen Ameyu Martin Mulla.

## Territorio y organización
La arquidiócesis tiene 25 137 km² y extiende su jurisdicción sobre los fieles católicos de rito latino residentes en el estado de Ecuatoria Central.
La sede de la arquidiócesis se encuentra en la ciudad de Yuba, en donde se halla la Catedral de Santa Teresa.
La arquidiócesis tiene como sufragáneas a la diócesis de: Bentiu, Malakal, Rumbek, Tombura-Yambio, Torit, Wau y Yei.
En 2021 en la arquidiócesis existían 16 parroquias.

## Historia
La prefectura apostólica de Bahr el-Gebel fue erigida el 14 de julio de 1927 dentro del Sudán anglo-egipcio con el breve Expedit ut del papa Pío XI, obteniendo el territorio de la prefectura apostólica del Nilo ecuatorial (hoy arquidiócesis de Gulu).
El 3 de marzo de 1949 cedió una parte de su territorio para la erección de la prefectura apostólica de Mupoi (hoy diócesis de Tombura-Yambio) mediante la bula Quo Christi Domini del papa Pío XII.
El 12 de abril de 1951 la prefectura apostólica fue elevada a vicariato apostólico con la bula Si uberes fructus del papa Pío XII.
El 3 de julio de 1955 cedió otra porción de su territorio para la erección del vicariato apostólico de Rumbek (hoy diócesis de Rumbek) mediante la bula Quandoquidem arcano del papa Pío XII.
El 1 de enero de 1956 Sudán se convirtió en un estado independiente. El 26 de mayo de 1961 cambió su nombre a vicariato apostólico de Yuba. En marzo de 1964 todos los misioneros extranjeros fueron expulsados de Sudán por el Gobierno militar del general Ibrahim Abboud y debieron trasladarse a Uganda, Zaire y África Central, permaneciendo muy pocos clérigos y catequistas locales. Tras el Acuerdo de Paz de Adís-Abeba de 1972 que puso fin a la primera guerra civil sudanesa, algunos sacerdotes pudieron regresar.
El 12 de diciembre de 1974 el vicariato apostólico fue elevado al rango de arquidiócesis metropolitana con la bula Cum in Sudania del papa Pablo VI.
El 2 de septiembre de 1983 cedió otra porción de su territorio para la erección de la diócesis de Torit mediante la bula Quo aptius spirituali del papa Juan Pablo II.
Al finalizar la segunda guerra civil sudanesa, el 9 de julio de 2005 Yuba se convirtió en la sede provisional y la capital del gobierno semiautónomo de Sudán del Sur, finalizando el gobierno musulmán sobre la ciudad.
El 9 de julio de 2011 Sudán del Sur se independizo totalmente de Sudán y Yuba pasó a capital de Sudán del Sur.
La diócesis de Bentiu fue erigida por el papa Francisco el 3 de julio de 2024, pasando a ser sufragánea de Yuba.

## Estadísticas
Según el Anuario Pontificio 2022 la arquidiócesis tenía a fines de 2021 un total de 849 000 fieles bautizados.
| Año                                                                             | Población            | Población | Población      | Sacerdotes | Sacerdotes    | Sacerdotes    | Bautizados por sacerdote | Diáconos permanentes | Religiosos | Religiosos | Parroquias |
| Año                                                                             | Bautizados católicos | Total     | % de católicos | Total      | Clero secular | Clero regular | Bautizados por sacerdote | Diáconos permanentes | Varones    | Mujeres    | Parroquias |
| ------------------------------------------------------------------------------- | -------------------- | --------- | -------------- | ---------- | ------------- | ------------- | ------------------------ | -------------------- | ---------- | ---------- | ---------- |
| 1950                                                                            | 35 708               | 343 200   | 10.4           | 33         | 3             | 30            | 1082                     |                      | 52         | 31         | 9          |
| 1966                                                                            | 215 850              | 500 000   | 43.2           | 6          | 6             |               | 35 975                   |                      | 11         | 36         | 19         |
| 1980                                                                            | 283 861              | 834 000   | 34.0           | 21         | 11            | 10            | 13 517                   |                      | 20         | 25         | 15         |
| 1990                                                                            | 228 112              | 617 644   | 36.9           | 45         | 10            | 35            | 5069                     |                      | 61         | 50         | 10         |
| 1999                                                                            | 425 384              | 726 640   | 58.5           | 20         | 19            | 1             | 21 269                   |                      | 14         | 18         | 7          |
| 2000                                                                            | 429 452              | 728 188   | 59.0           | 19         | 18            | 1             | 22 602                   |                      | 14         | 26         | 9          |
| 2001                                                                            | 433 454              | 733 659   | 59.1           | 21         | 20            | 1             | 20 640                   |                      | 17         | 22         | 9          |
| 2002                                                                            | 438 333              | 738 825   | 59.3           | 32         | 30            | 2             | 13 697                   |                      | 19         | 22         | 10         |
| 2003                                                                            | 443 371              | 742 660   | 59.7           | 32         | 32            |               | 13 855                   |                      | 18         | 25         | 10         |
| 2004                                                                            | 450 348              | 748 775   | 60.1           | 31         | 31            |               | 14 527                   |                      | 18         | 25         | 10         |
| 2006                                                                            | 459 703              | 754 068   | 61.0           | 38         | 38            |               | 12 097                   |                      | 17         | 22         | 11         |
| 2012                                                                            | 725 814              | 921 285   | 78.8           | 58         | 40            | 18            | 12 514                   |                      | 32         | 44         | 12         |
| 2013                                                                            | 745 000              | 945 000   | 78.8           | 60         | 42            | 18            | 12 416                   |                      | 32         | 44         | 12         |
| 2016                                                                            | 760 000              | 985 000   | 77.2           | 62         | 47            | 15            | 12 258                   |                      | 26         | 78         | 15         |
| 2019                                                                            | 806 000              | 1 045 000 | 77.1           | 74         | 48            | 26            | 10 891                   |                      | 41         | 71         | 16         |
| 2021                                                                            | 849 000              | 1 101 750 | 77.1           | 73         | 47            | 26            | 11 630                   |                      | 41         | 71         | 16         |
| Fuente: Catholic-Hierarchy, que a su vez toma los datos del Anuario Pontificio. |                      |           |                |            |               |               |                          |                      |            |            |            |

## Episcopologio
- Giuseppe Zambonardi, M.C.C.I. † (1 de febrero de 1928-1938 renunció)
- Stjepan Mlakić, M.C.C.I. † (21 de octubre de 1938-1950 renunció)
- Sisto Mazzoldi, M.C.C.I. † (8 de julio de 1950-12 de junio de 1967 nombrado obispo de Moroto)
  - Sede vacante (1967-1974)
- Ireneus Wien Dud, M.C.C.I. † (12 de diciembre de 1974-28 de junio de 1982 renunció)
- Paulino Lukudu Loro, M.C.C.I. † (19 de febrero de 1983-12 de diciembre de 2019 retirado)
- Cardenal Stephen Ameyu Martin Mulla, desde el 12 de diciembre de 2019